# Liste de chansons d'anniversaire
Cette liste de chansons d'anniversaire contient plusieurs chansons chantées à l'occasion d'anniversaires.
- Bon Anniversaire, chanson française, avec des paroles de Jacques Larue sur une musique de Louiguy (Louis Guglielmi)
- Happy Birthday to You, chanson d'origine américaine traduite vers de nombreuses langues à travers le monde
- Parabéns a Você, Brésil et Portugal
- Mravalzhamieri, Géorgie
- Baar Baar Din Ye Aaye, Inde
- Las Mañanitas, Mexique
- Sto lat, Pologne
- Gens du pays, Québec
- Danas nam je divan dan (Данас нам је диван дан), Serbie[1],[2]
- A di mi yere yu friyari, Suriname
- Ja, må han (hon) leva, Suède
- Mnohaya lita, Ukraine